# Karin Kessler
Karin Kessler z domu Rettmeyer (ur. 25 kwietnia 1939 w Hamburgu) – niemiecka lekkoatletka, biegaczka średniodystansowa, halowa mistrzyni Europy z 1967. W czasie swojej kariery reprezentowała Republikę Federalną Niemiec.
Zdobyła srebrny medal w biegu na 800 metrów na europejskich igrzyskach halowych w 1966 w Dortmundzie, przegrywając jedynie z Zsuzsą Szabó-Nagy z Węgier, a wyprzedzając Marie Ingrovą z Czechosłowacji. Na mistrzostwach Europy w 1966 w Budapeszcie odpadła w półfinale biegu na tym dystansie.
Zwyciężyła w biegu na 800 metrów na europejskich igrzyskach halowych w 1967 w Pradze, wyprzedzając Maryvonne Dupureur z Francji i Walentinę Łukjanową ze Związku Radzieckiego.
16 sierpnia 1967 w Düsseldorfie ustanowiła rekord świata w sztafecie 3 × 800 metrów czasem 6:21,0 (sztafeta RFN biegła w składzie: Antje Gleichfeld, Anita Rottmüller i Kessler. Rekord ten przetrwał tylko 10 dni, zanim został poprawiony o jedną sekundę przez sztafetę brytyjską. 
Kessler była mistrzynią RFN w biegu na 800 metrów w 1967 i 1968, wicemistrzynią na tym dystansie w 1966 oraz brązową medalistką w 1965. Zwyciężała również w sztafecie 3 × 800 metrów w 1967 i 1968. Była także mistrzynią w biegu przełajowym (indywidualnie i w drużynie) w 1967. W hali była mistrzynią w biegu na 800 metrów w 1966 i 1967.
28 czerwca 1967 w Kolonii ustanowiła rekord RFN w biegu na 800 metrów czasem 2:03,6.